# Lizymetr (gleboznawstwo)
Lizymetr (gr. lýsis – rozpuszczenie, métro – miara) – przyrząd pomiarowy stosowany w gleboznawstwie do badań ilości i chemicznego składu roztworu glebowego przesiąkającego przez poszczególne poziomy profilu glebowego. Lizymetry są montowane w glebie na stałe lub stosowane jako urządzenia przenośne.

## Oznaczanie przesiąkalności ektopróchnicy

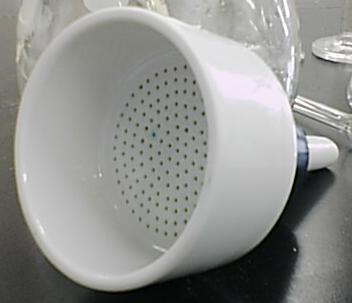
Lejek Büchnera

Najprostszy lizymetr, stosowany do badania przesiąkalności próchnicy nadkładowej (ektopróchnicy), składa się z kolby stożkowej z lejkiem Büchnera umieszczonym w korku. Dodatkowo w korku umieszcza się rurkę umożliwiającą wyrównanie ciśnienia wewnątrz kolby z ciśnieniem atmosferycznym. Lejek wypełnia się dokładnie wycinkiem ektopróchnicy, po czym zestaw zakopuje się w glebie tak, aby brzeg lejka nie był widoczny na powierzchni. Częstotliwość zbierania próbek przesiąkającej wody dostosowuje się do intensywności opadów. Wykonuje się co najmniej 5 powtórzeń pobierania próbki.

## Lizymetr Szyłowej

Zasada pobierania próbek wody przesączającej się przez różne poziomy genetyczne profilu glebowego

Badania przesączalności głębszych warstw profilu wykonuje się np. z użyciem różnych modyfikacji lizymetru Szyłowej. Do butelek zakopanych np. w strefie zamarzania gleby spływa woda np. z powierzchni ok. 40 × 40 cm, przesączająca się przez badaną warstwę gleby. Określana jest ilość wody zgromadzonej w ustalonym czasie, a następnie są wykonywane oznaczenia pH, pomiary konduktometryczne i analizy stężenia, m.in. węgla organicznego (OWO), azotu organicznego i mineralnego (N-NH3 i N-NO3) lub jonów metali (np. kationów zasadowych).

## Pobieranie próbek chwilowych
Lizymetrami są nazywane również urządzenia do szybkiego pobierania chwilowych próbek roztworu glebowego, dostępne np. w formie sond zakończonych probówką o określonej pojemności (np. 30, 60, 90 cm³) z filtrem ceramicznym. Próbki roztworu są pobierane z użyciem podciśnienia, wytwarzanego np. pompką ręczną.